# ذا كليف (ملعب تدريب)
ذا كليف ملعب رياضي في بروتون، سالفورد، إنجلترا، على ضفاف نهر إيرويل، كان ملعب نادي الرغبي بروتون رينغرز حتى عام 1933. تم شراؤه من قبل اتحاد كرة القدم نادي مانشستر يونايتد لاستخدامه كملعب تدريب وأيضاً كمرفق تدريب أساسي للنادي حتى عام 1999 ، عندما تم استبداله بمركز تدريب ترافورد في كارينغتون. على الرغم من استمراره في استضافة بعض مباريات أكاديمية مانشستر يونايتد ويستخدم أحيانًا من قبل فريق سالفورد للرغبي كمكان للتدريب.

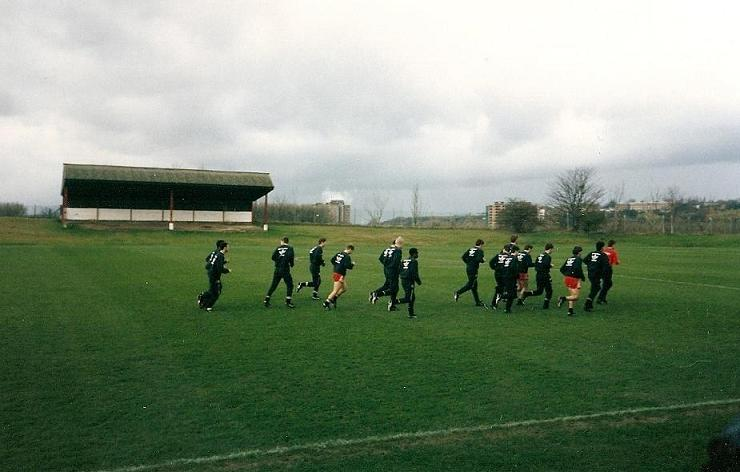
لاعبو نادي مانشستر يونايتد يستعدون للإحماء في ملعب ذا كليف ، 1992

## دوري الرغبي
كان ملعب ذا كليف ،الذي يقع على طريق بروتون السفلي في بروتون ، سالفورد ، كملعب للكريكيت والتنس الأرضي. انتقل نادي بروتون رينغرز للرغبي ، الذي انتهى عمله الآن ، إلى ذا كليف في عام 1913 ولعب هناك حتى عام 1933 ، عندما انتقلوا إلى ملعب بيل فيو في جورتون ، مانشستر. استضاف ملعب ذا كليف نهائي كأس التحدي 1920-1921 بين نادي لي و نادي هاليفاكس حيث حصل نادي لي على الكأس.

## اتحاد كرة القدم
في مايو 1938 ، تم تخصيص الموقع من قبل نادي مانشستر يونايتد لكرة القدم الذي يرأسه جايمس غيبسون، كموقع محتمل لمباريات التدريب وكمكان منتظم لمباريات فريق مانشستر يونايتد جونيورالرياضي. بحلول نهاية يونيو 1938 ، تم الاتفاق على عقد إيجار. و بعد ذلك اشترى نادي مانشستر يونايتد الملعب في عام 1951. حيث كان فريق مانشستر يونايتد الأول يتدرب على أرض الملعب في ملعب أولد ترافورد  حتى أواخر الخمسينيات من القرن الماضي ، لكن إدارة النادي قررت أن استخدام ملعب ذا كليف ضروريًا لتجنب إلحاق ضرر لا داعي له بملعب أولد ترافورد.
تم تجهيرذا كليف بالأضواء الغامرة - ويعتبرهذا تحسن لم يتلقاه ملعب أولد ترافورد حتى مارس 1957 - أقيمت مباراة دولية لهواة دوري الرغبي هناك عام 1952. و في نفس العام ، دخل فريق الشباب مانشستر يونايتد في كأس الاتحاد الإنجليزي للشباب للمرة الأولى، حيث لُعبت المباريات في الليل ، مما يعني أن الفريق كان عليه اللعب تحت الأضواء الغامرة في ذا كليف . في الجولة الثانية من المسابقة ، حقق فريق شباب مانشستر يونايتد أكبر فوز في تاريخ كأس الشباب لكرة القدم، حيث سجل كل من ديفيد بيج و جون دوهرتي ودانكن إدواردز خمسة أهداف لكل منهم وسجل إيدي لويس أربعة أهداف في انتصار 23-0 على فريق شباب نانتويتش تاون.
في نهاية القرن العشرين ، شعرأليكس فيرجسون مدرب مانشستر يونايتد ، أن ملعب ذا كليف أصبح منفتحًا جدًا للصحافة والجمهور مما أثر على إدارة التدريب الناجح للاعبي الفريق الأول للنادي، حيث تمكن الصحفيون وجواسيس المعارضة بإلقاء نظرة على تكتيكاته بسهولة وأيضاً المشجعين بإعتراض اللاعبين وإيقافهم لساعات بعد التدريب لطلبات التوقيع. لذلك قررالنادي بناء منشأة تدريب جديدة في كارينغتون ، بعيدًا عن أعين الفضوليين. يتم الآن تنفيذ التدريب لفريق الأول والاحتياط والأكاديمية في مركز تدريب ترافورد ، ولكن لا يزال ذا كليف محتفظًا به لتدريب لاعبي فريق الشباب للنادي. بالإضافة إلى ذلك استخدم منتخب إنجلترا أيضًا ملعب ذا كليف كقاعدة تدريب قبل المباريات الدولية في أولد ترافورد.
في عام 2003 ، تم وضع خطط من قبل مانشستر يونايتد لمجموعة من الأضواء الغامرة التي يبلغ ارتفاعها 16 مترًا (17 ياردة) في ذا كليف، لكن هذا قوبل بمعارضة من السكان المحليين. كان النادي قد خطط في الأصل لتركيب أضواء بطول 19 مترًا (21 ياردة) ، ولكن تم تقليل هذا لاحقًا.
أعلن فريق مانشستر يونايتد للسيدات سيتدرب ويلعب مبارياته على أرضه في ذا كليف، بعد إعادة تطويره و تجديده قبل موسم 2018-2019 ،حيث استقرالفريق في ملعب القرية لي الرياضية منذ إنشائه. بسبب عدم وجود أيّ تقدم بأعمال لتطوير الملعب بعد ثلاث سنوات من الإعلان الأولي، أدت التوترات المحيطة بنقص الدعم والموارد من النادي وخاصة مرافق التدريب ، مما أدى  إلى استقالة كاسي ستوني في مايو 2021.